# Donaualtheim
Donaualtheim ist ein Stadtteil von Dillingen an der Donau im bayerischen Regierungsbezirk Schwaben, der sich im Norden an Dillingen anschließt.

## Geographie
Donaualtheim liegt auf der Hochterrassenebene beiderseits der Egau auf einer Höhe von 432 Metern. Die Gemarkung Donaualtheim hat Anteil an dem 24 Hektar großen Landschaftsschutzgebiet des Egaulaufes zwischen Schabringen und Donaualtheim.

### Mühlen
- Westlich des Ortes liegt die Donaualtheimer Mühle, die 1258 erstmals urkundlich erwähnt ist. Sie war Teil der Schenkung des Bischofs Hartmann von Dillingen, des letzten Nachkommen der Grafen von Dillingen, an das Hochstift Augsburg. Der Mühlenstandort ist aber wesentlich älter. Bodenfunde lassen eine Datierung in das 8. Jahrhundert zu. Die heutigen Gebäude, Wohnhaus und Mühle, stammen von 1890.
- Am westlichen Ortsrand gab es an der Egau eine weitere Mühle, die als Schleifmühle diente und 1788 einschließlich des Wohnhauses neu gebaut wurde. 1845 wird eine Gipsmühle erwähnt. Später kam eine Lohmühle hinzu, die bis 1910 in Betrieb war. 1921 wurde eine Mahlmühle in Betrieb genommen. Der Mühlenbetrieb wurde 1954 eingestellt.

### Wüstungen
- Der Weiler Hofen wird im 14. Jahrhundert mehrmals erwähnt. Er war vermutlich eine von Donaualtheim aus angelegte Ausbausiedlung und befand sich zuletzt im Besitz des Hochstifts Augsburg.
- Nordöstlich von Donaualtheim lag Haggenberg, das zwischen 1284 und 1316 belegt ist. Es bestand aus einer Burg mit mehreren Gehöften, nach der sich eine Nebenlinie der Herren von Altheim nannte.

## Geschichte
Die ältesten Bodenfunde gehen auf die Mittelsteinzeit und die Römerzeit zurück. Der Ort, der bis ins 14. Jahrhundert als Altheim bezeichnet wurde, wird erstmals in der Mitte des 8. Jahrhunderts im Zusammenhang mit einer Güterschenkung an das Kloster Fulda schriftlich erwähnt. Donaualtheim gehört zu den frühesten urkundlich belegten Orten des Landkreises Dillingen. Die wichtigsten Grundherren im Hochmittelalter waren neben den Grafen von Dillingen und dem Hochstift Augsburg als deren Nachfolger die Grafen von Oettingen, die jeweils ihre dortigen Besitzungen den Herren von Altheim zu Lehen gaben. Letztere errichteten nordöstlich der alten Burg, an deren Stelle die Pfarrkirche St. Vitus steht, eine neue Burg, von der noch ein Burgstall erhalten ist.
Im Spätmittelalter lag die Landeshoheit und Hohe Gerichtsbarkeit bei den Herzögen von Bayern und ab 1505 beim Fürstentum Pfalz-Neuburg. Nach der Verzweigung der Herren von Altheim in mehrere Linien gelangte der Ort an das Adelsgeschlecht der Häl, in deren Besitz die Herrschaft bis 1627 blieb. Die Häl verkauften Donaualtheim an das Hochstift Augsburg, das auch den von den Grafen von Oettingen belehnten Besitzanteil ablöste. Ab 1627 unterstand Donaualtheim dem Ammanamt Schretzheim und nach 1789 dem Pflegamt Wittislingen. 1783 erlangte das Hochstift Augsburg neben der Niederen Gerichtsbarkeit auch die Hohe Gerichtsbarkeit in Donaualtheim. 1803 kam der Ort mit dem säkularisierten Hochstiftsgebiet an das Kurfürstentum Bayern.
Die ehemals selbständige Gemeinde wurde durch die Gemeindegebietsreform am 1. Mai 1978 ein Stadtteil der Großen Kreisstadt Dillingen an der Donau.

## Einwohnerentwicklung
Um 1560 bestand Donaualtheim aus 14 Höfen, einer Hube und 74 Sölden. Hinzu kamen das Schlösle, ein Gasthaus, eine Mühle und ein Fischlehen. 1818 bestand Donaualtheim aus 96 und 1961 aus 180 Wohnhäusern.

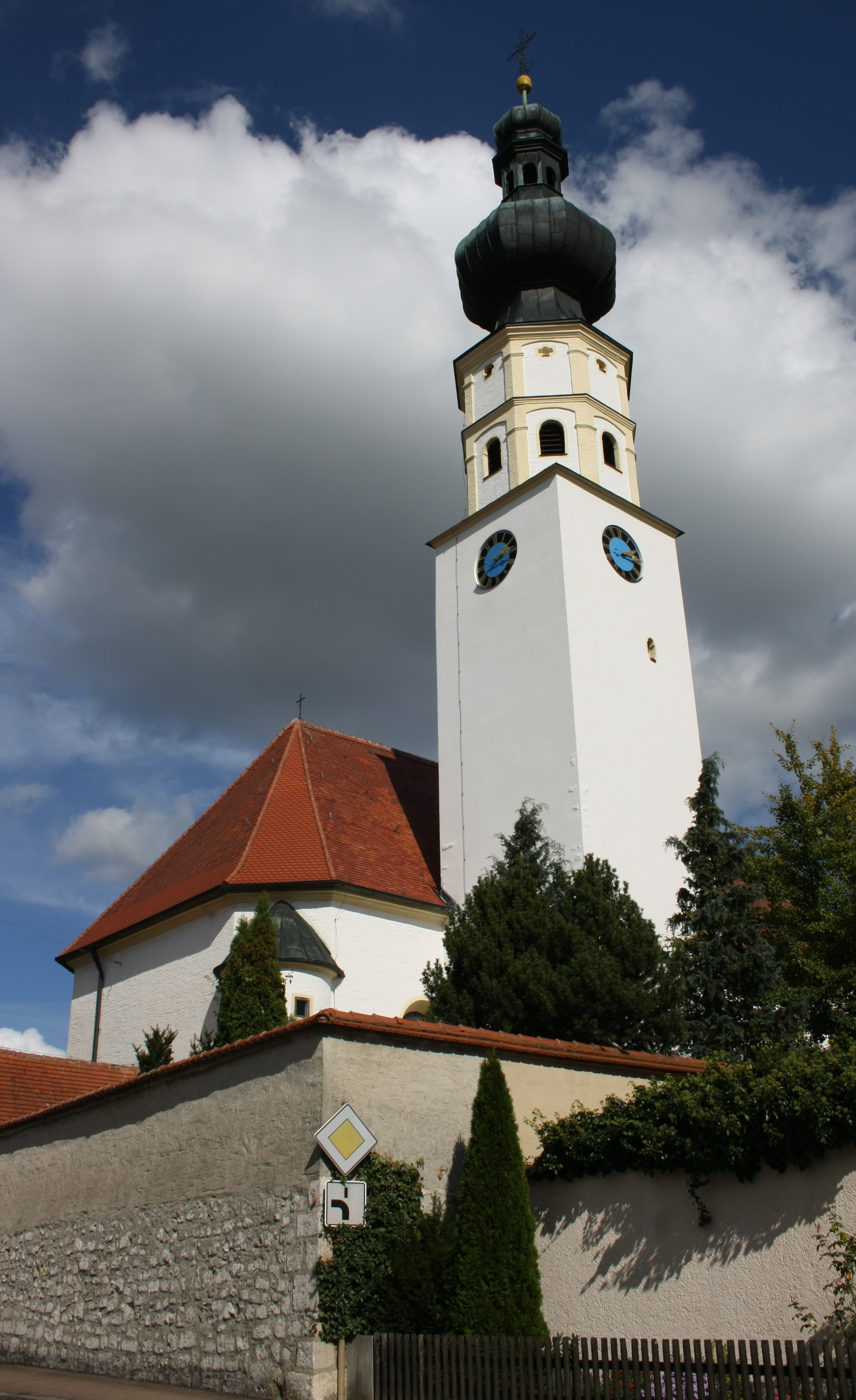
St. Vitus in Donaualtheim

| Jahr | Einwohner | Anmerkungen                    |
| ---- | --------- | ------------------------------ |
| 1840 | 590       |                                |
| 1910 | 646       |                                |
| 1939 | 671       |                                |
| 1950 | 951       | darunter 214 Heimatvertriebene |
| 1961 | 818       | darunter 105 Heimatvertriebene |
| 1970 | 911       |                                |
| 1980 | 900       |                                |
| 1990 | 965       |                                |
| 2000 | 934       |                                |

## Baudenkmäler
Siehe auch: Liste der Baudenkmäler in Donaualtheim
- Pfarrkirche St. Vitus, in der Mitte des 18. Jahrhunderts auf gotischen Grundmauern von Franz Xaver Kleinhans errichtet, mit Rokokoausstattung

## Bodendenkmäler
Siehe: Liste der Bodendenkmäler in Dillingen an der Donau

## Verkehr
Donaualtheim liegt an der Staatsstraße 2033, der Verbindung Dillingen–Wittislingen–Neresheim.

## Bildung
Belege für eine eigene Landschule in Donaualtheim reichen bis in das 17. Jahrhundert zurück. Zunächst unterrichteten Jesuitenpatres aus Dillingen den Katechismus. 1822/23 wurde ein eigenes Schulgebäude für 80 Schüler errichtet. 1902/03 wurde in der Hackenbergstraße 3 ein neues, zweigeschossiges Schulhaus mit Walmdach gebaut, in dem bis zum Ende des Schuljahres 1977/78 unterrichtet wurde. In den letzten Jahren war es eine Außenstelle der Angelina-Egger-Grundschule.

## Persönlichkeiten
- Franz von Paula Mayr (1778–1845), Maler, lebte in München
- Johann Sailer (1851–1928), Zentrumspolitiker, von 1912 bis 1918 Abgeordneter des Wahlkreises Dillingen in der bayerischen Abgeordnetenkammer